# Xanthias
Xanthias is een geslacht van kreeftachtigen uit de klasse van de Malacostraca (hogere kreeftachtigen).

## Soorten
- Xanthias canaliculatus Rathbun, 1906
- Xanthias cherbonnieri Guinot, 1964
- Xanthias dawsoni Takeda & Webber, 2006
- Xanthias gilbertensis Balss, 1938
- Xanthias glabrous Edmondson, 1951
- Xanthias inornatus (Rathbun, 1898)
- Xanthias joanneae Mendoza, 2013
- Xanthias lamarckii (H. Milne Edwards, 1834)
- Xanthias latifrons (de Man, 1887)
- Xanthias lividus (Lamarck, 1818)
- Xanthias maculatus Sakai, 1961
- Xanthias margaritata Finnegan, 1931
- Xanthias nitidulus (Dana, 1852)
- Xanthias oahuensis Edmondson, 1951
- Xanthias punctatus (H. Milne Edwards, 1834)
- Xanthias sinensis (A. Milne-Edwards, 1867)
- Xanthias teres Davie, 1997